# الیاس آلوز دا سیلوا
الیاس آلوز دا سیلوا (به پرتغالی: Elias Alves da Silva) هافبک اهل برزیل است که در شهر Montalvânia و در تاریخ ۴ سپتامبر ۱۹۸۱ به دنیا آمده‌است.
الیاس آلوز دا سیلوا در تیم‌های فوتبال Grêmio Inhumense سابقهٔ حضور دارد.